# Apachekolos crinita
Apachekolos crinita là một loài ruồi trong họ Asilidae. Apachekolos crinita được Martin miêu tả năm 1957. Loài này phân bố ở vùng Tân Bắc giới.